# Márcia Malsar
Márcia Malsar (Rio de Janeiro, ) é uma ex-atleta paralímpica brasileira, medalhista de ouro, prata e bronze nos Jogos Paraolímpicos de Verão de 1984, em Nova Iorque e Stoke Mandeville, nos Estados Unidos e Inglaterra. Também foi medalha de prata em 1988, quando o evento foi realizado em Seul, na Coréia do Sul. Foi a primeira brasileira medalhista de ouro nos jogos paralímpicos, ao conquistar o primeiro lugar nos 200m em 1984.
Na abertura dos Jogos Paralímpicos do Rio de Janeiro Márcia participou do revezamento da tocha olímpica dentro do estádio do Maracanã e, protagonizou um dos momentos mais marcantes e emocionantes da abertura. Por conta da chuva e da sua dificuldade em se locomover, ela deixou a tocha cair para logo em seguida também cair. Reergueu-se e completou seu caminho sob muitos aplausos dos presentes.

## Principais títulos e melhores resultados[3][4]
| Ano  | Torneio                 | Local                       | Prova                                | Tempo   | Resultado |
| ---- | ----------------------- | --------------------------- | ------------------------------------ | ------- | --------- |
| 1984 | Jogos Paralímpicos 1984 | Nova Iorque, Estados Unidos | 200 metros classe C6                 | 0:34.83 | 1º        |
| 1984 | Jogos Paralímpicos 1984 | Nova Iorque, Estados Unidos | 1.000 metros Cross Country classe C6 | 5:50.0  | 2º        |
| 1984 | Jogos Paralímpicos 1984 | Nova Iorque, Estados Unidos | 60 metros classe C6                  | 0:10.60 | 3º        |
| 1988 | Jogos Paralímpicos 1988 | Seul, Coreia do Sul         | 100 metros classe C6                 | 0:16.06 | 2º        |